# Chichi
Chichi is een fictief figuur uit de manga en anime-serie Dragon Ball.
Chichi is de vrouw van Son Goku. Ze leren elkaar kennen vroeg in het begin van de Dragon Ball-reeks, wanneer zij beiden nog kinderen zijn. Chichi wil al snel trouwen met Goku, Goku vindt het een goed idee, het enige probleem is dat hij denkt dat "huwelijk" een gerecht is. Ze trouwen op het einde van deze reeks. Chichi is de dochter van de Ox-King. Samen met Goku heeft ze 2 zonen, Gohan en Goten.